# 津沢大橋
津沢大橋（つざわおおはし）は、富山県小矢部市の小矢部川に架かる小矢部市道（旧国道359号）の橋である。『津沢橋』という別称も持つ。

## 概要
- 左岸 - 富山県小矢部市蓑輪
- 右岸 - 富山県小矢部市清水
- 形式 - 鋼箱桁橋[1]
- 橋長 - 138 m[2]
- 幅員 - 6.5 m（車道）、2.3 m（歩道）[2]

橋の欄干には、土手沿いの桜並木と小矢部市の花であるハナショウブがデザインされている。

## 沿革
明治時代以降、木製の橋が何度か架け替えられていたが、1937年（昭和12年）に先代の橋（鉄筋コンクリートの橋）が架橋された。その後小矢部川の改修工事に伴い、1989年（平成元年）度から約7億8,000万円かけて現在の橋が架橋され、1991年（平成3年）3月5日に渡り初めが行われた。2003年（平成15年）12月より総事業費1億2,583万円かけて上流側に歩道が建設され、2005年（平成17年）7月11日に竣工し、現在に至る。